# Никольская (приток Межи)
Никольская — река в России, протекает в Межевском районе Костромской области. Устье реки находится в 137 км по правому берегу реки Межа. Длина реки составляет 13 км.
Исток реки находится в лесах западнее деревни Тихоново в 22 км к северо-западу от села Георгиевское. Река течёт на восток, затем поворачивает на юг. В среднем течении близ реки — деревни Тихоново и Сорвино. Впадает в Межу ниже деревни Никола.

## Данные водного реестра
По данным государственного водного реестра России относится к Верхневолжскому бассейновому округу, водохозяйственный участок реки — Унжа от истока и до устья, речной подбассейн реки — Бассей притоков Волги ниже Рыбинского водохранилища до впадения Оки. Речной бассейн реки — (Верхняя) Волга до Куйбышевского водохранилища (без бассейна Оки).
По данным геоинформационной системы водохозяйственного районирования территории РФ, подготовленной Федеральным агентством водных ресурсов:
- Код водного объекта в государственном водном реестре — 08010300312110000015655
- Код по гидрологической изученности (ГИ) — 110001565
- Код бассейна — 08.01.03.003
- Номер тома по ГИ — 10
- Выпуск по ГИ — 0